# 494 Virtus
494 Virtus eller 1902 JV är en asteroid i huvudbältet, som upptäcktes 7 oktober 1902 av den tyske astronomen Max Wolf. Den är uppkallad efter gudinnan Virtus i den romerska mytologin.
Asteroiden har en diameter på ungefär 100 kilometer.